# Identity Theft: The Michelle Brown Story
Identity theft: The Michelle Brown Story is een Amerikaanse dramafilm uit 2004. De film is gebaseerd op het waar gebeurde verhaal van Michelle Brown, een vrouw wier identiteit werd gestolen en misbruikt. De film is geregisseerd door Robert Dornhelm. Hoofdrollen worden vertolkt door Kimberly Williams-Paisley, Jason London en Annabella Sciorra.

## Verhaal
De jonge Michelle Brown is onderwijzeres. Zij en haar man Jason kopen een huis. Ze praat haar mond voorbij over haar plannen en het huis dat ze willen kopen en de secretaresse Connie Volkos gebruikt de map met gegevens, die voor de makelaar (Connie's baas) bedoeld was, en waarin ook Michelle's creditcardnummer staat, om te home-shoppen. Maar daar blijft het niet bij. Ze koopt veel meer en maakt uiteindelijk een schuld van meer dan $ 50.000. Een huurcontract op Michelles kosten, een tv, een heleboel dure kleren... Ze laat een rijbewijs aanmaken, maar om wel geloofwaardig te blijven, bespioneert ze Michelle, kleedt zich hetzelfde als zij en laat liposuctie uitvoeren, om er maar vooral als de echte Michelle uit te zien.
Michelle laat al haar rekeningen en creditcards blokkeren en licht de politie in. Agent Ray de Lucci helpt haar. Hij belt Connie op en maakt contact. Connie wordt later betrapt op drugshandel, omdat de vrienden van haar broer Ed cannabis in haar wagen verstopten. Ed betaalt de borg en kort nadat Michelle hoort dat Connie is opgepakt, komt de secretaresse weer op vrije voeten. Connie koopt eten en huurt een flatje, waarin ze wanhopig Michelle opbelt, haar vraagt te komen en haar vraagt wat zij moet doen, omdat de creditcard van Michelle geweigerd wordt; ze heeft haar limiet overtreden. Connie wil zelfmoord plegen en sluit zich huilend op in de badkamer. Ray de Lucci overreedt haar niet te schieten en neemt haar mee naar de gevangenis.
Als Connie wordt verhoord wil ze met Michelle praten. Michelle komt en met behulp van een deskundige belandt ze in het Senaat, waar ze haar verhaal opdoet. Connie komt voor de rechter en krijgt 2 jaar celstraf.

## Rolverdeling
| Acteur                    | Personage      |
| ------------------------- | -------------- |
| Kimberly Williams-Paisley | Michelle Brown |
| Carter Burns              | Boy Student    |
| Jason London              | Justin         |
| Annabella Sciorra         | Connie Volkos  |
| Stephen Strachan          | Barry Knowland |
| Jennifer D'Ball           | Salesperson    |
| Scott Arnold              | Gorgeous Guy   |
| Stacey Zurburg            | Gorgeous Woman |
| Kathryn Kerbes            | Gretchen       |
| Clare Lapinskie           | Christine      |
| Patrick Creery            | Peter          |